# いいで添川温泉
いいで添川温泉（いいでそえかわおんせん）は、山形県西置賜郡飯豊町にある温泉。

## 泉質
- 単純温泉
  - 泉温　39.6℃

## 温泉地
飯豊町中心地から少し離れた田園地帯に日帰り温泉施設と宿泊施設を兼ねた一軒宿「しらさぎ荘」が存在する。
湯治利用も受け付けている。運営は第三セクターの飯豊町地域振興公社が行っている。

## 歴史
- 1991年（平成3年）- 日帰り温泉施設「しらさぎ荘」として開業。
- 1997年（平成9年）- 宿泊施設を開設。
- 2003年（平成15年）- 新浴室棟を開設。

## アクセス
鉄道
- JR米坂線・羽前椿駅より車で5分又は徒歩35分。

自動車
- 東北中央自動車道南陽高畠ICより車で20分。